# Abraxas cuneata
Abraxas cuneata là một loài bướm đêm trong họ Geometridae.